# Bob Birch
Bob Birch (ur. 14 lipca 1956 w Detroit w stanie Michigan, zm. 15 sierpnia 2012 w Los Angeles) – gitarzysta basowy, znany najbardziej ze współpracy z Eltonem Johnem. W latach młodzieńczych oprócz basu grał również na fagocie.
Pomimo odebrania solidnej nauki w zakresie gry na fagocie Wayne State University, jego największą pasją była gitara basowa. Po ukończeniu Wayne State, przeniósł się do Los Angeles. W roku 1990 przeżył swój epizod z grupą Warpipes, gdzie grał na basie i saksofonie. Od roku 1991 Bob był członkiem zespołu Eltona Johna.

## Życie prywatne
Miał żonę Michele, oraz syna – absolwenta wydziału biochemii na uniwersytecie Occidental College.

## Śmierć
Zmarł wskutek rany postrzałowej głowy. Zgon był najprawdopodobniej wynikiem próby samobójczej.